# Powiat de Jawor
Le powiat de Jawor (en polonais powiat jaworski) est un powiat appartenant à la voïvodie de Basse-Silésie dans le sud-ouest de la Pologne.

## Division administrative
Le powiat comprend 6 communes.
- Commune urbaine : Jawor
- Communes rurales : Męcinka, Mściwojów, Paszowice, Wądroże Wielkie
- Commune mixte : Bolków